# Can Quim Daviu
Can Quim Daviu és una casa eclèctica de Cantallops (Alt Empordà) inclosa a l'Inventari del Patrimoni Arquitectònic de Catalunya.

## Descripció
Edifici situat a prop del centre del poble, format per dos cossos. L'habitatge, és un edifici de planta quadrada, de planta baixa i dos pisos i coberta aterrassada. Cadascun dels pisos té tres obertuers. A la planta baixa aquestes obertures són en arc de mig punt i tenen una motllura al voltant que imita carreus. Al damunt del que seria la dovella clau hi ha la data 1883 repartida entre les dues obertures dels extrems, i a la central, que és la porta d'accés a l'edifici hi ha un escut. Al primer pis hi ha una balconada correguda, i al segon els balcons són individuals i les obertures d'arc rebaixat.
El cos del costat, és d'una sola planta i de planta quadrada. La coberta és plana i la seva funció era de garatge o de magatzem. Aquest edifici està enretirat respecte l'edifici principal i l'espai entre els dos dona lloc a un pati que era un jardí.